# Lethrus furcatus
Lethrus furcatus är en skalbaggsart som beskrevs av Jakovlev 1890. Lethrus furcatus ingår i släktet Lethrus och familjen tordyvlar. Inga underarter finns listade i Catalogue of Life.